# Snuff-film
Een snuff-film is een film met daarin als climax een echte moord, waarbij specifiek de handeling die het leven van het slachtoffer beëindigt bedoeld is om te voldoen aan de behoefte van de potentiële kijker(s) van de opname. Het kan gezien worden als een sadistische vorm van necrofilie.

## Etymologie
De uitdrukking 'snuff' is afkomstig van het Engelse to snuff out, wat letterlijk het snuiten of doven van een (kaars)vlam betekent (het afdekken met een kap zodat er geen zuurstof meer bij de vlam komt). In bredere betekenis betekent het elimineren, of zich ergens van ontdoen. Het slachtoffer wordt dus geëlimineerd, zijn of haar leven wordt 'gedoofd'. 

## Opgenomen moorden
Er is nooit bewezen dat commerciële snuff-films echt bestaan, waarin echte moorden worden getoond, hoewel er wel nep snuff-films bestaan waarin met speciale effecten moorden worden nagebootst. Ook zijn er gevallen bekend waarin verkrachtingen of (lust)moorden zijn gefilmd en soms ook verspreid via bijvoorbeeld internet. Een voorbeeld van een gefilmde moord waarbij seksuele handelingen werden uitgevoerd is:
- In 2012 werd een filmpje online geplaatst waarin een 33-jarige Chinese student vermoord werd, waarna zijn hoofd en ledematen werden afgesneden, delen van zijn lichaam werden opgegeten en seksuele handelingen met de lichaamsdelen plaatsvonden. De dader, Luka Rocco Magnotta, werd in december 2014 veroordeeld tot een levenslange gevangenisstraf.[1] Dit voorval is het onderwerp van de Netflix documentaire Don't F**k With Cats: Hunting an Internet Killer. Hierin zien we Luka Rocco Magnotta die begint met het mishandelen van katjes in online filmpjes waarna een hele internet community de dader tracht te vinden om zo te komen tot zijn filmpje van de Chinese student.

De slachtoffers kunnen ook dieren zijn. Er is zoösadistisch materiaal in omloop, waarop dieren worden gepijnigd en gedood, soms met seksuele motieven:
- In zogenaamde crushfilms worden objecten verpletterd onder de voeten van een persoon. In sommige gevallen betreft dit levende gewervelde dieren, en in de Verenigde Staten is deze praktijk dan ook verboden.
- De Britse zoöloog Adam Britton werd in augustus 2024 veroordeeld voor zijn zoösadistische praktijken, die hij opnam en op internet plaatste. Hierin werden honden misbruikt en gedood.

## Nep-snuff en films waarin snuff een thema is
In de jaren tachtig verscheen er een zevendelige exploitatie-horrorfilmserie uit Japan genaamd ギニーピッグ (Ginī Piggu), in het westen ook bekend als de Guinea Pig-serie. Daarvan zijn de eerste twee delen Akumano Jikken (The Devil's Experiment) en Chiniku no hana (Flower of Flesh and Blood) opzettelijk zodanig gefilmd om zo veel mogelijk op een echte snuff-film te lijken. Acteur Charlie Sheen kreeg laatstgenoemde film in 1991 voor ogen en bracht de FBI op de hoogte omdat hij dacht dat het echte snuff betrof. Mede na het zien van een volgende, bijbehorende opname genaamd Guinea Pig 2: The Making of Guinea Pig 1 liet de dienst zich ervan overtuigen dat de Guinea Pig-serie simpelweg een overtuigend staaltje van special effects vormde.
- 8MM (1999)
- August Underground (2001)
- August Underground's Mordum (2003)
- A Beginner's Guide to Snuff (2016)
- Benny's video (1992)
- Big Nothing (2006)
- The Butcher (2007)
- Caged (2018)
- Celluloid Nightmares (1999)
- Clean (2006)
- Dead Girl on Film (2000)
- Dutch Wife in the Desert (1967)
- Effects (1980)
- Emanuelle in America (1977)
- Evil Dead Trap (1988)
- The Evolution of Snuff (1978)
- Final Cut (1980)
- Fragment (2009)
- Frisk (1995)
- The Great American Snuff Film (2003)
- Guinea Pig: The Devil's Experiment (1985)
- Guinea Pig 2: Flowers of Flesh and Blood (1985)
- Guinea Pig 3: He Never Dies (1986)
- Guinea Pig: Mermaid in a Manhole (1988)
- Guinea Pig Special 3 (1988)
- Guinea Pig: Android of Notre Dame (1989)
- Guinea Pig: Devil Woman Doctor (1990)
- Guinea Pig's Greatest Cuts (2005)
- Hardcore (1979)
- Home Made (2008)
- House with 100 Eyes (2013)
- Infidus (2015)
- Johnny Sunshine Maximum Violence (2008)
- Kill the Scream Queen (2004)
- The Last Horror Movie (2003)
- The Last House on Dead End Street (1977)
- Masacre Esta Noche (2009)
- Mute Witness (1994)
- Night Train (1999)
- The Poughkeepsie Tapes (2007)
- The Record (2000)
- Sadik 2 (2013)
- A Serbian Film (2010)
- Slaughtered (2008)
- Snuff (1975)
- Snuff 102 (2007)
- Snuff: A Documentary about Killing on Camera (2008)
- Snuff, Victims of Pleasure (1977)
- Snuff-Movie (2005)
- Sonríe (2012)
- Tesis (1996)
- Vacancy (2007)
- Vacancy 2: The First Cut (2008)
- Videodrome (1982)
- Video Violence II (1987)
- Weekend (2012)
- Zombie Dogs (2004)
- The counselor (2013)